# Anomala siamensis
Anomala siamensis är en skalbaggsart som beskrevs av Nonfried 1891. Anomala siamensis ingår i släktet Anomala och familjen Rutelidae. Inga underarter finns listade i Catalogue of Life.